# Alpski botanični vrt Juliana
Alpski botanični vrt Juliana v Trenti je leta 1926 ustanovil Albert Bois de Chesne (1871-1953) ob vznožju Kukle. Vanj je zasadil rastline, ki jih je spomladi leta 1929 prinesel z okoliških gora. Pomagali so mu še drugi strokovnjaki in botaniki (poznavalca visokogorske flore Henri Correvon in Lino Vaccari) ter Julius Kugy. Ti so največ rastlin prinesli iz Vzhodnih in Zahodnih Julijskih Alp, Furlanskega hribovja, s kraških košenic in predalpskega sveta, nekaj pa tudi iz Karavank in Kamniško-Savinjskih Alp.
Alpski botanični vrt Julijana leži na 800 m nadmorske višine in je obsega 2572 m2. Je najstarejši alpski botanični vrt v Sloveniji. Leta 1943 Albert Bois de Chesne ni imel več dostopa do vrta, vendar je zanj plačeval še vse do leta 1947. Po 2. svetovni vojni je za vrt skrbela botaničarka Angela Piskernik, ki je poskrbela, da so slovenski botaniki pod njenim vodstvom vrt obnovili in ga leta 1951 zavarovali. Leta 1962 je vrt dokončno prešel pod upravo Prirodoslovnega muzeja Slovenije.
Od leta 1962 deluje pod okriljem Prirodoslovnega muzeja Slovenije.

## Nastanek vrta
V Alpskem botaničnem vrtu se nahaja okoli 600 različnih vrst rastlin. Nekaj dreves je tam že raslo na parceli, ki jo je Bois de Chesne izbral za vrt: smreke, macesni, gabri, mali jeseni in bukve. Ker v vrtu ni bilo nobenega izvira, so napravili zajetje pod bližnjim slapom, napeljali cevi, zgradili zbiralnik in napeljali vodo po ceveh po vrtu. Leta 1927 so začeli prinašati razstline. Botanični vrt ima rastline razporejene po nadmorski višini. Tako so predstavljene rastline po zaporedju kot, da bi šli iz doline proti vrhovom gora. Ob ograji v spodnjem delu vrta rastejo dolinske rastline, višje je montanska flora, ob koritu, na vlažnem rastišču, rastejo kalužnice in mastnice, na višjih predelih uspevajo visoke steblike in ruševje, tik pod vrhom pa je v skalnih razpokah in grušču visokogorska flora. Rastline so posajene na širokem pobočju. Za kar nekaj rastlin v botaničnem vrtu je nadmorska višina 770 m prenizka. Posebna težava so bile rastline, ki morajo imeti kislo prst, saj so morali obstoječo odstraniti in prinesti primerno za te posebne rastline.
V botaničnem vrtu uspevajo tudi ne-avtohtone rastline, ki so bile prinesene iz Zahodnih Alp, Pirenejev, Apeninov, Atlasa in Kavkaza. Te so na levi strani od vhoda proti pobočju.
Za vrtnarja je Bois de Chesne imel Antona Tožbarja mlajšega, ki ga je poslal tudi v šolo v Padovo, pomagala pa mu je Ančka Kavs. Oba sta delala v vrtu še dolgo po 2. svetovni vojni.

## Skrb za vrt
V začetku leta 1947 je Referat za varstvo prirode pri Zavodu za zaščito in znanstveno preučevanje kulturnih spomenikov in prirodnih znamenitosti Slovenije vzel vrt pod svoje varstvo, saj zanj formalno ni nihče skrbel. Botaniki Gozdarskega inštituta Slovenije in Prirodoslovnega muzeja v Ljubljani so ga začeli obnavljati, organizirali so ekskurzije in nosili rastline v vrt. Leta 1949 pa je skrb za vrt prevzel Prirodoslovni muzej v Ljubljani na čelu z ravnateljico Angelo Piskernik. V Uradnem listu LRS (št. 21 z dne 19. 6. 1951) je izšla odločba, s katero je Svet vlade LRS za prosveto in kulturo zavaroval Juliano kot: "prirodno znamenitost, ki ima velik prirodoslovno-znanstveni ter turistično-propagandni pomen in svetovni sloves zaradi v njem zbrane dolinske, gorske, subalpske in alpske flore, flore melišč in prodišč". Po letu 1953 sta za Juliano skrbeli občina Bovec in Goriška turistična zveza, vendar ni bilo pravega vodstva, nakar ga je leta 1962 dokončno prevzel Prirodoslovni muzej Slovenije. Za preureditev sta od leta 1959 skrbela prof. Ciril Jeglič, ki se mu je leta 1960 pridružil tedanji muzejski kustos za botaniko Tone Wraber. Leta 1981, po sprejetju zakona o Triglavskem narodnem parku, so v park vključili tudi vrt kot spomenik oblikovane narave. Zanj pa še vedno skrbi Prirodoslovni muzej Slovenije.